# Bombardierung von Staffort
Die Bombardierung von Staffort erfolgte am 2. Februar 1945 durch Fehlwürfe der britischen Royal Air Force im Zweiten Weltkrieg auf ein weites Gebiet mit dem Dorf Staffort im heutigen Baden-Württemberg. Durch die Bombardierung starben 16 Bewohner und 65 % der Gebäude wurden zerstört. Darüber hinaus kamen sieben kanadisch-britische und zwei deutsche Soldaten der Wehrmacht bei dem Angriff ums Leben.

## Das Bombardement
Durch fehlgeleitete britische Bomber erlitten die Dörfer im Gebiet der heutigen Stadt Stutensee und die erweiterte Gegend zwischen Karlsruhe und Bruchsal, einschließlich des Bereichs um Staffort und Büchenau, am 2. Februar 1945 ab 23:25 Uhr, nur wenige Wochen vor Kriegsende, ein verheerendes Bombardement. Die mit Spreng- und Brandbomben bestückten Avro Lancaster B.I-Flugzeuge hatten das Ziel Karlsruhe. Starke Südwestwinde hatten die zuvor von Aufklärern platzierten Zielmarkierungen über die Dörfer Staffort und Büchenau abgetrieben. Durch die 392 abgeworfenen Sprengbomben, darunter 205 Luftminen, wurden viele Häuser zerstört und Dacheindeckungen beschädigt. Die Brandbomben lösten eine Feuersbrunst aus, die nur begrenzt bekämpft werden konnte.
Den Dorfbewohnern wurden bei Kriegsbeginn geprüfte und zugelassene Keller sowie Schutzräume zugeteilt. Der Keller des Gasthauses Kanne hielt einer Luftmine nicht stand, und alle dort Schutzsuchenden wurden getötet. Auch zwei Soldaten, die auf dem Durchmarsch zum Westwall waren, kamen ums Leben und wurden auf dem Friedhof beigesetzt.
Eine abgeschossene Lancaster-Maschine stürzte am Ortsrand von Staffort in Richtung Büchenau ab. Die britische Flugzeugbesatzung überlebte den Abschuss nicht. Die umgekommenen kanadisch-britischen Soldaten wurden auf dem Stafforter Friedhof beerdigt und nach dem Krieg vom britischen Militär exhumiert und in ihre Heimat zurückgebracht.

## Gedenken
Sowohl durch Bücher als auch wiederkehrende Ausstellungen und Veranstaltungen wird der Bombennacht vom 2. Februar gedacht, um den nachfolgenden Generationen unter Einbindung von noch lebenden Zeitzeugen das damalige Unheil des Krieges drastisch vor Augen zu führen und ein Engagement für Frieden und Freundschaft einzufordern.
Am 2. Februar 2025 fand um 16 Uhr in der evangelischen Kirche Staffort eine Gedenkveranstaltung zum 80. Jahrestag des Angriffs statt. Die ökumenische Gedenkveranstaltung in Bruchsal-Büchenau fand um 18 Uhr in der katholischen Kirche Büchenau statt.
Anlässlich des 80. Jahrestags des Bombardements fand im Februar 2025 jeweils an den Wochenenden eine Ausstellung in der evangelischen Kirche Staffort statt.